# Cornelia Pillard
Cornelia Thayer Livingston Pillard (4 de marzo de 1961), conocida profesionalmente como Nina Pillard, es una jueza federal de la Corte de Apelaciones de los Estados Unidos para el circuito del Distrito de Columbia. Antes de ser jueza, Pillard fue profesora titular de derecho en la Universidad de Georgetown.
Pillard fue asistente del fiscal general adjunto y asistente del procurador general de los Estados Unidos. En el momento de su confirmación para el tribunal federal, Pillard se encontraba entre los defensores más destacados ante la Corte Suprema de los Estados Unidos, habiendo defendido nueve casos y presentado más de veinticinco ante la Corte.
La nominación de Pillard al Circuito de DC, junto con las nominaciones de Robert L. Wilkins y Patricia Millett, finalmente se convirtió en el centro del debate sobre el uso del obstruccionismo en el Senado de los Estados Unidos, lo que llevó al controvertido uso de un procedimiento parlamentario para someter la cuestión a votación. Fue confirmada por una votación de 51-44, y sus detractores la etiquetaron como una de las candidatas más liberales a la banca federal en décadas. Pillard ha sido comparada con Ruth Bader Ginsburg por su defensa de los derechos civiles y ha sido mencionada como una posible candidata a la Corte Suprema.

## Formación
Pillard nació en marzo de 1961 en Cambridge, Massachusetts. Estudió en la Commonwealth School en Boston en 1978. Obtuvo una Licenciatura en Artes con Distinción en Historia de Yale College en 1983, donde se graduó magna cum laude. Luego asistió a la Facultad de Derecho de Harvard, donde fue editora de Harvard Law Review. Recibió su Juris Doctor magna cum laude en 1987.

## Carrera profesional
Pillard comenzó su carrera legal en 1987 como asistente legal del juez Louis H. Pollak del Tribunal de Distrito de los Estados Unidos para el Distrito Este de Pensilvania. Pollak fue decana de las facultades de derecho de las universidades de Yale y Pennsylvania.
El primer trabajo permanente de Pillard en el área legal fue como abogado asistente en el Fondo Educativo y de Defensa Legal de la NAACP, en la ciudad de Nueva York y Washington D. C., de 1989 a 1994.
En 1994, Pillard se unió a la Oficina del Procurador General de los Estados Unidos, donde informó y defendió casos civiles y penales en nombre del gobierno federal ante la Corte Suprema de los Estados Unidos. Se unió a la facultad titular de Georgetown Law en 1997.
En 1998, Pillard fue nombrada Fiscal General Adjunta de la Oficina de Asesoría Jurídica del Departamento de Justicia de los Estados Unidos. Esa oficina brinda asesoramiento legal autorizado al Presidente y a todas las agencias del Poder Ejecutivo, incluida la revisión de todas las órdenes ejecutivas y órdenes del Fiscal General.
Pillard regresó a Georgetown Law en 2000, donde obtuvo la titularidad. Pillard ha impartido más de una docena de cursos y seminarios diferentes, y con frecuencia enseña los cursos básicos de derecho procesal civil y derecho constitucional. Pillard también fue directora de la facultad del Instituto de la Corte Suprema de Georgetown Law, un programa público que brinda asistencia gratuita a los abogados que se preparan para presentar su caso ante la Corte Suprema por orden de llegada. En la legislatura de 2012, el programa realizó moot courts para abogados en el 100% de los casos presentados ante la Corte.

## Consejos y comités
Pillard apoya la resolución privada justa y eficiente de disputas legales a través de la negociación, la mediación y el arbitraje. Es miembro del Comité Ejecutivo de la Junta Directiva de la American Arbitration Association (Asociación Estadounidense de Arbitraje) y ha sido miembro de su consejo desde 2005.
Pillard fue presidenta y lectora activa en un Comité de la American Bar Association que evaluó todos los escritos del candidato a la Corte Suprema Samuel Alito para el Comité Permanente de la ABA sobre el Poder Judicial Federal. El comité encontró a Alito "bien calificado" para formar parte de la Corte Suprema de los Estados Unidos.

## Actuación ante la Corte suprema
Pillard ha defendido nueve casos y presentado informes en más de veinticinco casos ante la Corte Suprema de EE. UU., lo que la convierte en una de las defensoras de la Corte Suprema más destacadas del país. Algunas de sus victorias históricas son elementos clave de los libros de texto de la facultad de derecho.
En el histórico caso Estados Unidos c.Virginia, Pillard escribió el escrito del procurador general contra la política de admisión exclusiva de varones del Instituto Militar de Virginia (VMI). En una decisión de 7-1, el Tribunal declaró que la exclusión de mujeres por parte de VMI violaba la Cláusula de Protección Igualitaria de la Constitución de los Estados Unidos, y que el recientemente inaugurado, separado e independiente Virginia Women's Institute for Leadership (Instituto de Liderazgo de Mujeres de Virginia), no remediaba la violación.
Mientras estaba en la facultad de derecho de Georgetown, Pillard defendió con éxito la Ley de Licencia Familiar y Médica (FMLA) frente a la impugnación constitucional en otro caso histórico, Departamento de Recursos Humanos de Nevada v. Hibbs. Pillard representaba a William Hibbs, un empleado estatal que fue despedido cuando quiso disfrutar de un permiso sin sueldo para cuidar a su esposa enferma bajo la FMLA. Pillard, junto con el Departamento de Justicia de los Estados Unidos durante la administración del presidente George W. Bush, que intervino para defender la ley, argumentó que los empleados estatales deberían poder confiar en la FMLA. En una decisión del entonces Presidente de la Corte Suprema Rehnquist, la Corte falló a favor de Hibbs y confirmó la aplicación de la FMLA a los empleados estatales.
Representando a los Estados Unidos en Ornelas v. Estados Unidos, Pillard obtuvo una victoria significativa para las fuerzas del orden público, lo que llevó a una orientación legal más clara para los funcionarios federales, estatales y locales que realizan registros e incautaciones. En una opinión del entonces Presidente de la Corte Suprema Rehnquist, la Corte sostuvo que era necesaria una revisión independiente de las determinaciones de causa probable por parte de los tribunales de apelación para garantizar el desarrollo y la aplicación coherente de las normas de registro e incautación.
En otros casos dignos de mención en los que también representaba a los Estados Unidos, Pillard buscó una sólida protección de "inmunidad calificada" del personal encargado de hacer cumplir la ley contra demandas, protegiendo a los funcionarios de la carga de los litigios y la responsabilidad por decisiones razonables incluso cuando, en retrospectiva, resultaron ser incorrectas. También argumentó con éxito que la Constitución de los Estados Unidos reserva el derecho de jurado en casos penales a los acusados de delitos graves.

## Servicio judicial federal
En mayo de 2013, el New York Times y el Washington Post informaron de que la administración de Obama estaba considerando a Pillard para ocupar una de las tres vacantes en la Corte de Apelaciones del Circuito del Distrito de Columbia de los Estados Unidos.
El 4 de junio de 2013, Obama nominó a Pillard para servir como juez de la Corte de Apelaciones de los Estados Unidos para el circuito del Distrito de Columbia, para el puesto que dejó vacante el juez Douglas H. Ginsburg, que asumió el cargo el 14 de octubre de 2011. El 19 de septiembre de 2013, el Comité Judicial del Senado informó al pleno sobre su nominación con una votación de 10 a favor y 8 en contra, y la votación siguió las líneas del partido.
El 7 de noviembre de 2013, el líder de la mayoría del Senado, Harry Reid, invocó que se cerrara el debate sobre la nominación de Pillard, en un intento de cortar una maniobra obstruccionista de los senadores republicanos. El 12 de noviembre de 2013, el Senado rechazó dicha moción con una votación de 56 a 41, con 1 senador votando "presente". Los conservadores la atacaron por considerarla una feminista extremista y radical, señalando que un artículo que ella había escrito consideraba la maternidad obligada como algo análogo a la "conscripción", al objetar su confirmación.
Después de que el Senado avanzara en noviembre de 2013 con un cambio de reglas que eliminaba el obstruccionismo sobre los nominados a la corte federal de apelaciones, el 10 de diciembre de 2013 el Senado votó 56-42 para invocar la clausura de la nominación de Pillard. Eso allanó el camino para una votación final sobre su nominación. Poco antes de la 1 am del 12 de diciembre de 2013, el Senado confirmó a Pillard en una votación de 51 a 44. El 17 de diciembre de 2013, Pillard tomó posesión de su cargo.
Como jueza, Pillard amplió la regla de exclusión para exigir que la policía llame a la puerta y anuncie cuando ejecuta una orden de arresto, en contra de la opinión disidente de la jueza Karen L. Henderson. La jueza Pillard se unió a Henderson para rechazar una petición de Abd al-Rahim al-Nashiri para descalificar a sus jueces militares. Cuando en Meshal v. Higgenbotham (2016) los jueces Janice Rogers Brown y Brett Kavanaugh rechazaron la afirmación de un estadounidense de que el FBI lo había retenido ilegalmente en algún lugar de Kenia, la jueza Pillard disintió y argumentó que el tribunal debería simplemente crear una nueva acción jurisdiccional. Cuando el panel de la jueza Pillard determinó que la Ley de Protección al Paciente y Cuidado de Salud a Bajo Precio no violaba la Constitución en Sissel v. Departamento de Salud y Servicios Humanos de los Estados Unidos (2014), el juez Kavanaugh redactó una opinión disidente por el rechazo a una nueva audiencia en pleno.

## Biografía
Pillard es hija del profesor de psiquiatría de Universidad de Boston, Richard Pillard y de Cornelia Cromwell Tierney. Está casada con el profesor de derecho de Georgetown y actual director legal de la ACLU, David D. Cole, y tiene dos hijos, Sarah y Aidan Pillard.[cita requerida]